# Kanton Arras-3
Kanton Arras-3 (Nederlands: kanton Atrecht-3) is een kanton in het Franse departement Pas-de-Calais. Het kanton maakt deel uit van het arrondissement Arras. Het kanton is in 2015 ontstaan uit de voormalige kantons Arras-Sud (gedeeltelijk, 5 gemeenten en een deel van Arras), Croisilles (gedeeltelijk, 9 gemeenten) en Beaumetz-lès-Loges (gedeeltelijk, 1 gemeente).

## Gemeenten
Het kanton Arras-3 omvat de volgende gemeenten:
- Achicourt
- Agny
- Arras (gedeeltelijk)
- Beaurains
- Boiry-Becquerelle
- Boisleux-au-Mont
- Boisleux-Saint-Marc
- Boyelles
- Guémappe
- Héninel
- Hénin-sur-Cojeul
- Mercatel
- Neuville-Vitasse
- Saint-Martin-sur-Cojeul
- Tilloy-lès-Mofflaines
- Wancourt